# Athlético Marseille
Athlético Marseille is een Franse voetbalclub uit Marseille. De club speelde lang in de lagere amateurreeksen en speelt sinds 2006 in de nationale reeksen.

## Geschiedenis
De club werd in 1964 opgericht in de multiculturele wijk Consolat in Marseille als Groupe Sportif Consolat. In 1996 kwam de club in de Division d'Honneur te spelen. In 2006 promoveerde Consolat naar het CFA 2 en in 2011 naar het CFA. Daarin won Consolat in 2014 haar poule en promoveerde naar het Championnat National. Na een middelmatig eerste seizoen miste de club in 2016 op een haar na de promotie naar de Ligue 2. Ze kwamen één punt te kort op Amiens SC. In 2017 telde de club zelfs evenveel punten als de nummer drie Paris FC, maar miste nu de promotie door een slechter doelsaldo. Na deze twee goede seizoenen degradeerde de club in 2018. Na het seizoen werd beslist om de naam te veranderen in Athletico Marseille. Ondanks een vijfde plaats werd de club naar de National 3 teruggezet wegens financiële problemen. In 2022 degradeerde de club uit de nationale reeksen. 

## Eindklasseringen
| Seizoen   | № | Clubs | Divisie              | WG | W  | G | V  | Saldo | Punten | Tsch |
| --------- | - | ----- | -------------------- | -- | -- | - | -- | ----- | ------ | ---- |
| 2015–2016 | 4 | 18    | Championnat National | 34 | 15 | 9 | 10 | 50–43 | 54     | 964  |
| 2016–2017 | 4 | 18    | Championnat National | 34 | 16 | 6 | 12 | 52–44 | 54     | 292  |